# Gran Consiglio (Svitto)
Il Gran Consiglio del Canton Svitto (in francese Conseil cantonal de Schwytz ed in tedesco Kantonsrat Schwyz) è un parlamento cantonale di Svitto.